# Acanthoptera violascens
Acanthoptera violascens là một loài bọ cánh cứng trong họ Cerambycidae.